# Éditions Plaisir de Lire
 (avril 2022).
Si vous disposez d'ouvrages ou d'articles de référence ou si vous connaissez des sites web de qualité traitant du thème abordé ici, merci de compléter l'article en donnant les références utiles à sa vérifiabilité et en les liant à la section « Notes et références ».
Plaisir de Lire est une maison d'édition suisse basée à Lausanne.

## Historique
De forme associative, la maison d'édition Plaisir de Lire a été fondée en 1923 sous le nom de « Société de Lecture Populaires ». Elle faisait ainsi pendant aux Vereine gute Schriften de Zurich, Berne et Bâle : le but de ces associations étaient de « lutter contre la mauvaise littérature ». Les vingt premières années de cette maison d'édition verront la publication d'une centaine d'ouvrages, parfois un peu hétéroclites (auteurs du domaine public, Alexandre Dumas, Edgar Poe, Alfred de Vigny, et auteurs romands). En 1944, elle devient « Le plaisir de lire », et, dès la fin de la Seconde Guerre mondiale, décide de se spécialiser dans la littérature suisse de qualité. C'est ainsi qu'en 1952, la collection s'enrichit des textes de Charles-Ferdinand Ramuz. Dans les années 1950 également, la présence d'enseignants dans le comité se renforce : Plaisir de Lire vend alors ses livres dans les écoles et par l'intermédiaire des classes. Dans les années 1990, le président, Bernard Matthey-Doret, fait entrer les auteurs Maurice Chappaz et Corinna Bille dans les publications de la maison d'édition, alors que la ligne éditoriale tend de plus en plus à faire la part belle aux auteurs contemporains, tout en continuant un programme de rééditions. On constate en effet une importante diversification de l'offre au tournant de l'an 2000 puisqu'y naissent les collections Aujourd'hui et Frisson.

## Collections
- Patrimoine vivant : cette collection réunit 24 titres de Charles-Ferdinand Ramuz ainsi que des rééditions d'auteurs féminins du XXe siècle.
- Aujourd'hui : cette collection contient des romans et des recueils de nouvelles d'auteurs vivants.
- Frisson : cette collection réunit des polars, des récits fantastiques, de la fantasy et du roman d'anticipation. En 2015, elle a publié Le Dragon du Muveran, roman de Marc Voltenauer qui connaît un énorme succès.
- Hors-d'œuvre : collection de recueils de nouvelles

## Auteurs publiés
Liste des auteurs publiés :
| - Gisèle Ansorge - Paul Arène - Mary Anna Barbey - S. Corinna Bille - Marguerite Burnat-Provins - Isabelle Chabanel - Maurice Chappaz - Catherine Cherix Favre - Etienne Chevalley - Edmond-Henri Crisinel - Alice Curchod - Suzanne Deriex - Michel Diserens | - Andrea Fazioli - Clarisse Francillon - Francine-Charlotte Gehri - Ernest Giddey - Pierre De Grandi - Roger-Louis Junod - Charles-François Landry - Rachel Maeder - Pierre Magnan - Martine Magnaridès - Annik Mahaim - Vio Martin | - Jacques Mercanton - Conrad Ferdinand Meyer - Philippe Monnier - Cilette Ofaire - Edmond Pidoux - Gil Pidoux - Edmond Privat - Charles Ferdinand Ramuz - Claudine Roulet - Abigail Seran - Rodolphe Töpffer - Marc Voltenauer - Maurice Zermatten |